# Suzanne Braun-Vallon
Pour les articles homonymes, voir Braun et Vallon (homonymie).
Suzanne Braun-Vallon, née le 28 décembre 1900 à Fontainebleau et décédée le 25 mars 1987 dans le 16e arrondissement de Paris, est une ophtalmologue et résistante française.

## Biographie

### Famille
Suzanne Braun est née dans une famille juive. Elle est la fille de Salomon Braun, directeur de l'hôpital Rothschild, et de Germaine Caïn.
Elle épouse Louis Vallon le 9 novembre 1932, qui deviendra député UNR-UDT de Seine-et-Oise. Ils n'auront pas d'enfants. Divorcés en 1938, Louis Vallon lui propose de se remarier pour la protéger contre les lois raciales du régime de Vichy en juillet 1941 et ils terminent leur vie ensemble.
Madeleine Braun, première femme vice-président de l'Assemblée nationale est sa belle-sœur. On compte dans sa famille Geneviève Zadoc-Kahn, régisseuse des concerts Musigrains et son cousin Maurice Franck, compositeur et chef d'orchestre.

### Formation
En 1925, Suzanne Braun passe avec succès les épreuves de l'internat et devient interne des hôpitaux de Paris. Elle effectue son internat dans les services de Victor Morax notamment.
Félix Terrien est le directeur de sa thèse sur « les complications oculomotrices du zona ophtalmique » qu'elle soutient en 1930.

### Carrière médicale
Suzanne Braun est assistante de consultation jusqu'au début de 1942 puis part au Royaume-Uni rejoindre le Général de Gaulle,.
Durant la Seconde guerre mondiale, elle s'engage au sein des forces françaises libreset participe à la campagne d'Italie comme lieutenant.
Elle est la première ophtalmologue des Hôpitaux français en 1946,.
Elle est responsable du service d’ophtalmologie de l’hôpital Necker-enfants malades de 1956 à 1969. Edward Hartmann lui demande de mettre en place un service d’orthoptie et d'assurer l'enseignement de cette discipline.

### Carrière de chercheuse
Ses travaux de recherche se portent sur la correspondance rétinienne, les petits angles d’anomalie et l’union binoculaire.

## Décorations
- Médaille de la Résistance française avec rosette (décret du 24 avril 1946)[11]
- Officier d'académie (1938)